# نازحون داخل العراق
النازحون داخل العراق هم العراقيون الذين أُكرهوا على ترك منازلهم وأراضيهم واللجوء إلى مناطق أخرى داخل العراق للحصول على مأوى يحميهم من سطوة الإرهاب والميليشيات تارة ومن الانتهاكات المنسوبة للحكومة الحالية من قصف وتفجير بالسيارات المفخخة واعتقالات وانتهاكات إنسانية.
ومن أكثر المناطق التي تعرضت لنزوح أهاليها منها هي الموصل وتكريت وديالى والأنبار وجنوب كركوك وبعض مناطق حزام بغداد حيث نزحوا اغلبهم إلى مناطق كوردستان.

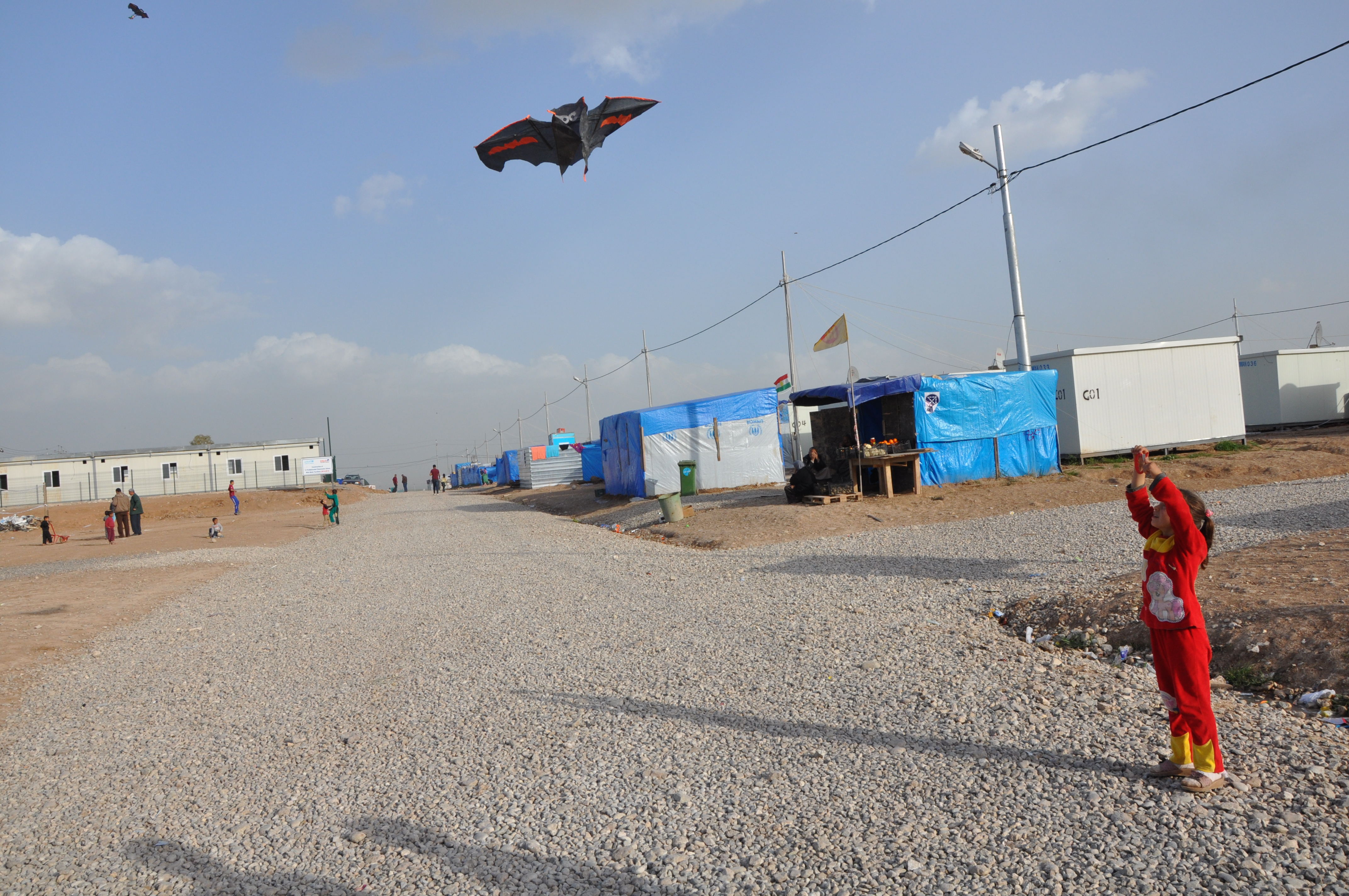
نازحون خارج مناطقهم في العراق

وبلغ اعداد النازحين إلى أكثر من مليوني نازح حسب منظمة شؤون اللاجئين التابعة للأمم المتحدة UNCHR 
أما موجة النزوح الاخيرة التي تعتبر الكبرى في البلاد هي نزوح أكثر من 114 ألفأً من الرمادي إلى بغداد و850 ألفاً من الموصل إلى كردستان العراق وعانوا الأمرين في نزوحهما والاجراءات التي اعتبرها البعض غير مقبولة من الحكومة وإقليم كردستان العراق لفرض شرط الكفيل على المواطن الانباري والموصلي لدخول بغداد وكردستان العراق 

## أوضاع النازحون
في 20 تموز/يوليو 2022، أصدر المرصد الأورومتوسطي لحقوق الإنسان تقريراً عن الأوضاع الصعبة التي يعاني منها نحو مليون و200 ألف نازح في العراق في المخيمات مع ارتفاع درجات الحرارة. وذكر الأورومتوسطي في تقريره أن النازحين مصابون بحالات إعياء متكررة، وخاصة مرضى الربو الذي يصابون بمضاعفات حادة نتيجة استنشاق الهواء الحار والملوث لمدد طويلة، إذ يفتقر المخيم إلى البنية التحتية الأساسية اللازمة للوقاية من درجات الحرارة العالية، وانقطاع لساعات الكهرباء يصل إلى 17 ساعة يوميًا.